# پاکو لوپز
پاکو لوپز (انگلیسی: Paco López؛ زادهٔ ۱۹ سپتامبر ۱۹۶۷) بازیکن سابق و مربی فوتبال اهل اسپانیا است.
از باشگاه‌هایی که در آن بازی کرده‌است می‌توان به هرکولس، اکسترمادورا، لوانته، کاستیون و رئال مورسیا اشاره کرد.